# Flora (empresa)
Flora Cosméticos e Limpeza é uma empresa brasileira de bens de consumo pertencente a J&F Investimentos, também detentora da JBS. Atua nos setores de beleza, higiene pessoal e limpeza há mais de 40 anos e está presente no dia a dia de milhões de brasileiros por meio de suas 12 marcas comerciais - Minuano, Francis, Neutrox, Albany, OX Cosméticos, Brisa, Assim, Phytoderm, Kolene, Karina, No Inset e Mat Inset.

## História
A Flora foi fundada em 1986, seis anos após o então Frigorífico Friboi ter adquirido a Cical Indústria e Comércio de Sub-Produtos Ltda (Sabão Minuano) de Luziânia, no estado de Goiás. Sua primeira marca foi a Minuano, inicialmente no segmento de produtos de limpeza, com uma linha de sabões em barra.
Em 2007, após a abertura de capital do Friboi Ltda, que passou a se chamar JBS S/A , a Flora se tornou uma empresa independente dentro do Grupo J&F, passando a se chamar Flora Produtos de Higiene e Limpeza Ltda. No mesmo ano, a Flora adquiriu a Unilav Industrial Ltda de Guapó/GO, fabricante de detergentes em pó para lavar roupas, marcando a entrada da marca Minuano no segmento..
Em Maio de 2011 a Flora comprou a divisão de higiene e limpeza do Grupo Bertin, por 350 milhões de reais. Com a compra da divisão, a Flora dobrou de tamanho, incorporando as marcas Francis, Neutrox, Kolene, Karina, dentre outras. Ainda em 2011, no mês de outubro, adquiriu a Assim Holding Ltda, responsável por seis marcas de produtos de limpeza da Hypermarcas, por R$ 140 milhões. Dentre as marcas estão a Assim, Mat Inset (inseticidas) e Fluss (limpadores sanitários), marcas de grande relevância no mercado brasileiro.
Em 2012, a companhia reformulou seu portfólio, reforçando sua atuação nos setores de cosméticos, higiene pessoal e limpeza. Hoje, o portfólio da empresa conta com mais de 300 produtos, todos para os cuidados pessoais, com a casa e as roupas.
A Flora possui um laboratório próprio de Pesquisa e Desenvolvimento (P&D) em São Bernardo do Campo (SP) e uma das maiores plataformas industriais do setor no Brasil, com fábricas em Luziânia (GO) e Itajaí (SC), além de quatro Centros de Distribuição, localizados em Luziânia (GO), Itajaí (SC), Itapeva (MG) e São Paulo (SP).
Com um modelo de negócio multicanal, a Flora comercializa seus produtos para varejistas, atacadistas e, também, para clientes finais, via marketplaces e apps de delivery. 
Em 2020, pela primeira vez, a Flora ultrapassou a marca de 1900 colaboradores. E, em 2021, estreou seu e-commerce. 

## Marcas da empresa

### Produtos para a casa e roupas
- Minuano[7]
- Assim
- Mat Inset[8]
- No Inset[9]
- Brisa[10]

### Cosméticos
- OX[11]
- Neutrox[12]
- Francis[13]
- Albany[14]
- Kolene[15]
- Karina[16]
- Phytoderm[17]